# Nina, museo delle arti creative tessili
Il Museo NINA Civitella del Tronto (già noto con l'acronimo Nact) è un museo situato nel centro storico di Civitella del Tronto, sede di una delle principali dogane del Regno delle Due Sicilie, già Regno di Napoli.

## Storia
Inaugurato il 14 agosto 2013, il museo nasce per conservare e celebrare la storia di Civitella: città regia, città nobiliare, città di frontiera, città dei grandi scambi culturali e commerciali.
Il  Museo  Nina conserva una collezione di abiti antichi, principalmente compresa nel periodo che va dal Settecento al primo dopoguerra su una superficie di oltre 300 m². L'esposizione, in locali medioevali, che anticamente ospitavano il forno cittadino, è caratteristica e dinamica, si arricchisce di una camera da letto ottocentesca, macchine per cucire, telai, una particolare macchina lavatrice della prima metà del XX secolo ed una carrozzina Giordani anni trenta.
Il nome “Nina” è il diminutivo di Gaetana Graziani Scesi. Solo grazie al suo amore per il passato e all'attenzione per la storia familiare che si lega naturalmente con la storia di questa città-fortezza, oggi si è in grado di esporre quest'eredità culturale. La maggior parte di questa collezione infatti è appartenuta a membri della sua famiglia.
Con più di 3000 pezzi rappresenta una delle più grandi collezioni italiane della storia della moda ottocentesca. Rappresenta infatti un vero tuffo nell'Ottocento italiano.
Nel mese di marzo 2019 è stato modificato l'allestimento e sono stati inseriti molti nuovi pezzi afferenti a tutte le arti decorative, per questo motivo dal 21 giugno 2019 l'Associazione Culturale Nina onlus, ente gestore del Museo, ha deciso di trasformare il nome da Museo NACT a Museo NINA Civitella del Tronto.